# Leuzea
Leuzea là một chi thực vật có hoa trong họ Cúc (Asteraceae).

## Loài
Chi Leuzea gồm các loài: